# 阿尔贝托·斯皮诺拉
阿尔贝托·斯皮诺拉（義大利語：Alberto Spinola，1943年5月11日—2018年），意大利前男子水球运动员。他曾代表意大利国家队参加1964年夏季奥林匹克运动会水球比赛，结果获得第四名。